# Polydrusus impar
Polydrusus impar — вид долгоносиков-скосарей из подсемейства Entiminae.

## Описание
Жук длиной 6-8 мм. Надкрылья имеют зелёный окрас с металлическим блеском. На надкрыльях имеются удлинённые и заострённые ланцетовидные чешуйки, только на пришовной и двух крайних промежутках имеются буроватые волоски.

## Экология
Взрослый жук является полифагом, в основном питающийся почками.

## Подвиды
- Polydrusus impar impar Gozis, 1882
- Polydrusus impar vranicensis Reitter, 1905